# Annwn
Annwn ou Annwfn ou Annwvyn (Annwvn em Galês Médio, por vezes erroneamente grafado Annwyn, Annwyfn ou Annwfyn) era o Outro Mundo, a terra das almas que partiram deste mundo na mitologia galesa. Governado por Arawn, ou muito posteriormente, por Gwynn ap Nudd, era basicamente um mundo de delícias e eterna juventude, onde não existem doenças e há sempre fartura de comida. É dito que Annwn está localizado tão a oeste que nem mesmo Manawydan fab Llŷr o encontrou, e que lá somente se pode chegar morrendo. Mas, também foi dito que Annwn pode admitir pessoas ainda vivas, desde que elas encontrem a sua porta.